# Dendrocerus aphidum
Dendrocerus aphidum är en stekelart som först beskrevs av Camillo Rondani 1877.  Dendrocerus aphidum ingår i släktet Dendrocerus och familjen trefåresteklar. Arten är reproducerande i Sverige. Inga underarter finns listade i Catalogue of Life.